# Ống núi lửa

Sơ đồ phun bắn ra kiểu Hawaii: 1. Cột phun bắn ra;
2. Suối phun dung nham;
3. Miệng núi lửa;
4. Hồ dung nham;
5. Lỗ phun khí núi lửa;
6. Dòng dung nham;
7. Tầng tro núi lửa và dung nham;
8. Tầng đất;
9. Sàng đá;
10. Đường thông suốt mắc-ma;
11. Kho mắc-ma;
12. Mạch đá.

Ống núi lửa (chữ Anh: volcanic pipe), lại gọi đường thông suốt núi lửa, là đường thông suốt dưới đất hình tròn hoặc gần hình tròn được hình thành lúc mắc-ma phun ra mặt ngoài đất, hay bị dung nham hoặc đá mạt vụn núi lửa lấp đầy.

## Thích nghĩa

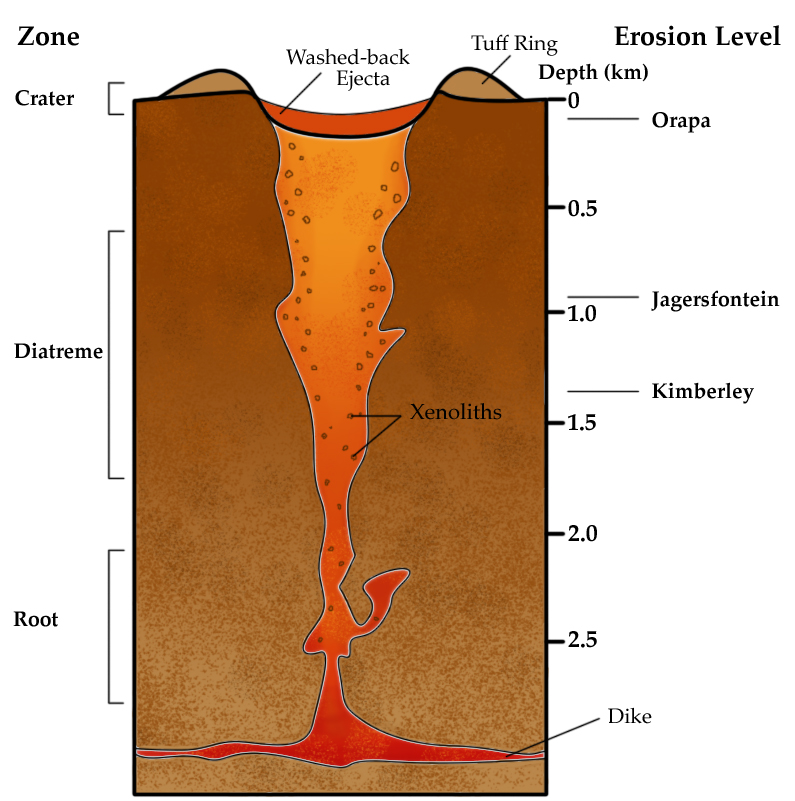
Ống núi lửa.

Ống núi lửa, lại gọi đường thông suốt núi lửa, là đường thông suốt mà mắc-ma từ kho mắc-ma đi xuyên qua tầng đá dưới đất qua miệng núi lửa hoặc miệng đầy tràn chảy ra mặt đất. Hình trạng của ống núi lửa có quan hệ với loại hình của phun bắn ra núi lửa. Ống núi lửa mà phun ra kiểu trung tâm hay có sẵn một ống núi lửa chủ yếu, phương hướng đường dây dọi, hình dạng giống ống tròn. Ống núi lửa mà phun ra kiểu vết nứt hay hiện ra hình dạng sợi dài hoặc hình dạng bất quy tắc. Số lượng nhiều vật chất mà núi lửa phun bắn ra chính là qua những đường thông suốt này đạt đến miệng núi lửa do đó chảy đầy tràn ra mặt đất. Đồng thời, vẫn có rất nhiều phân nhánh không có hình trạng cố định mà nối liền lẫn nhau với đường thông suốt núi lửa chủ yếu này khai thông hướng về mặt đất, hoặc tan biến ở dưới đất. Mắc-ma thừa còn rớt lại ở bên trong đường thông suốt núi lửa, sau khi gặp lạnh ngưng kết biến thành nham thạch, ngưng kết ở bên trong ống núi lửa gọi là ống đá. Ở trong đường ống thẳng đứng hoặc cổ núi lửa mà đi xuyên qua nham thạch trạng thái rắn, gọi là ống dăm kết núi lửa (diatreme). Nó là do chất xâm nhập mà có nhiệt độ khá thấp và chứa giàu chất khí xuyên thấu vỏ trái đất mà hình thành nên. Phần sâu của nó có khả năng là ống kim-béc-lít, phần đỉnh có khả năng là miệng núi lửa thấp bằng.

## Đặc trưng
Lúc hoạt động núi lửa, đường thông suốt mà mắc-ma chảy qua, phần nhiều hiện ra hình ống hoặc hình phễu đứng thẳng hoặc dốc gần như thẳng đứng, từ miệng núi lửa khai thông hướng về nơi sâu dưới đất. Ống núi lửa thông thường ở vào hai vạch tréo nhau, phân nhánh, nhóm liên hợp của vết đứt gãy sâu và trung tâm hõm chảo phần lõi của vòm núi lửa chỗ uốn cong quanh co cùng với bên trong vết đứt gãy hình dạng vòng ở chung quanh. Lúc hoạt động núi lửa dừng tắt lửa, đường thông suốt núi lửa bị dung nham hoặc vật mạt vụn núi lửa trổi dậy ngăn trở, khoảng thời gian đó hay hình thành các hầm mỏ như sắt, đồng, vàng, urani, v.v

## Cấu tạo
Sự hình thành của ống núi lửa là kết quả của bạo phát núi lửa nguyên thủy tầng sâu. Ở bên trong mắc-ma mà bị đẩy hướng về mặt đất, hàm lượng magiê và hợp chất mang tính bốc hơi giống như nước và cácbôn dioxide khá nhiều. Độ sâu khởi nguyên những núi lửa này ít nhất hơn gấp ba lần so với núi lửa khác, cho nên thuận theo mắc-ma lên cao hướng về mặt đất, áp lực giảm bớt chậm chậm, dần dần chuyển hoá thành trạng thái khí nhưng mà bốc hơi. Sự căng phình ra của thứ đột nhiên này khiến cho mắc-ma rất nhanh chóng thúc đẩy hướng lên trên, hình thành phun trào Pliny siêu âm tốc tầng cạn của ống núi lửa. Trong quá trình này, có một cái so sánh rất hay, đúng giống là mở chai rượu của một chai rượu sâm banh.

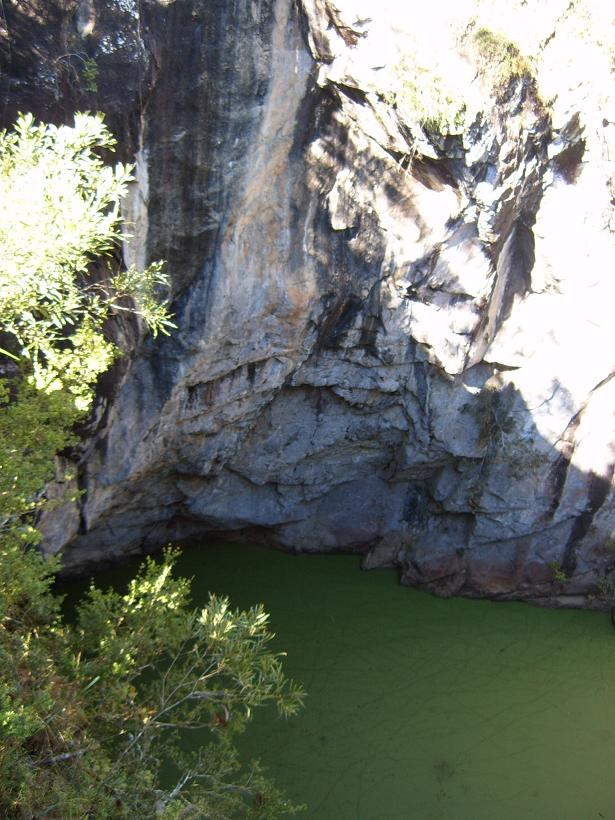
Miệng núi lửa của Công viên Quốc gia Hypipamee ở bang Queensland, Liên bang Úc, bề ngang khoảng chừng 100 mét (330 thước Anh).

### Ống Kim-béc-lít
Ở trong ống kim-béc-lít, mắc-ma đem vật chất mặt trên phun bắn ra trực tiếp ở trên cột mắc-ma, hơn nữa hoàn toàn không hình thành cột cao rất lớn giống kiểu núi lửa điển hình; nhưng mà thay thế nó chính là, ở chung quanh lõm lún hình dạng chén của bên trong cột ngầm dưới đất của mắc-ma đã hình thành bọt khí thấp của vòng đá túp. Thuận theo sự thúc đẩy của thời gian, vòng đá túp có khả năng sẽ xâm thực đến bên trong ống núi lửa, thông qua thêm cho đủ vật phun ra mà bị xối rửa ra ngoài, để làm bằng phẳng trơn bóng đá kim-béc-lít của lõm lún. Ống kim-béc-lít là nơi sản sinh đá kim cương của phần lớn thế giới, và lại chứa đựng đá quý và đá nửa quý hiếm có và giá đắt khác, giống như đá thạch lựu, đá tiêm tinh và đá cà na.

### Ống Lâm-prô-ít
Ống Lâm-prô-ít được cho biết là tương tự với ống kim-béc-lít, ngoài nước sôi và hợp chất mang tính bốc hơi mà chứa dồi dào ở bên trong mắc-ma có sẵn tính ăn mòn đối với đá phủ trên ra, chất khí đem mắc-ma đẩy hướng về phía trên, dẫn đến tầng đá nội bộ thêm rộng khắp (loại phún bắn nham thạch này cũng sẽ hình thành vòng đá túp, giống như đá kim-béc-lít bạo phát) bị tro núi lửa và vật liệu thêm cho đủ khối nón rộng này. Cuối cùng cái mà hình thành chính là vật trầm tích hình thủy tinh mác-ti-nít (mắc-ma hoá cứng vững và vật phun ra) mà mặt ngoài về đại thể bằng phẳng ở trong đá núi lửa.